# Johan Ludvig Robsahm
Johan Ludvig Robsahm, född 11 augusti 1730 i Karlskoga socken, död 20 april 1796 på Björkborns bruk där, var en svensk brukspatron.

## Biografi
Johan Ludvig Robsahm var son till brukspatron Peter Robsahm. Han inskrevs sju år gammal vid Uppsala universitet, avlade bergsexamen 1751 och antogs samma år som auskultant i Bergskollegium, där han blev extraordinarie notarie 1755 och notarie 1759. Han var en av föregångarna inom brännstålstillverkningen i Sverige. Efter en studieresa till England 1760, där han lyckades få kännedom om den engelska metoden att genom bränning med flameld förvandla järn till stål, begärde han 1762 privilegium på byggandet av en stålugn för vedeldning och erhöll Kunglig Majestäts tillstånd därtill 1763. Robsahm köpte 1763 Flerohopps järnbruk i Småland. För att helt kunna ägna sig t bruksrörelsen tog han 1765 avsked från Bergskollegium med rätt att kvarstå i bergsstaten. 1766 byggde han vid det av brodern Carl Magnus Robsahm anlagda Vissboda stålbruk i Närke i samarbete med Sven Rinman en enligt dennes metod vedeldad stålugn, den första i Sverige. Efter tre års provbränning erhölls 1769 privilegium på Vissboda stålverk "till 200 skeppunds stångjärns uppbrukande medelst brännugn samt med 2 hamrar för en stock till stålets utsträckande". De lyckade försöken vid Vissboda medförde, att vedeldning på Robsahms initiativ infördes även vid Björkborns bruk. Den nya inrättningen kallades Björkborns ståljärn manufakturverk. Metoden vann därefter insteg vid dannemoraverken Österby, Åkerby, Älvkarleö samt flera andra verk.